# Tess Ledeux
Tess Ledeux (Bourg-Saint-Maurice, 23 novembre 2001) è una sciatrice freestyle francese specialista dello slopestyle e del big air.

## Biografia
Tess Ledeux ha debuttato in Coppa del Mondo il 14 gennaio 2017 a Font-Romeu, in Francia, aggiudicandosi la gara di slopestyle. Due mesi dopo, all'età di 15 anni, è diventata campionessa mondiale di slopestyle vincendo la medaglia d'oro nella rassegna di Sierra Nevada 2017. Nella successiva edizione di Park City 2019 ha vinto la gara di big air, titolo che si è poi aggiudicata nuovamente a Bakuriani 2023. Ai Giochi olimpici di Pechino 2022 ha vinto l'argento nel big air. Nel suo palmarès figurano anche una Coppa del Mondo generale di freestyle e due di slopestyle, vinte entrambe nel 2021 e poi la seconda di slopestyle nel 2025, e due di big air, vinte nel 2022 e nel 2023.

## Palmarès

### Olimpiadi
- 1 medaglia:
  - 1 argento (big air a Pechino 2022)

### Winter X Games
- 12 medaglie:
  - 7 ori (big air a Fornebu 2019; big air ad Aspen 2020; slopestyle, big air ad Aspen 2022; slopestyle, big air ad Aspen 2024; slopestyle ad Aspen 2025)
  - 3 argenti (slopestyle ad Aspen 2017; slopestyle ad Hafjell 2017; big air ad Aspen 2023)
  - 2 bronzi (big air ad Aspen 2018; big air ad Aspen 2025)

### Mondiali
- 3 medaglie:
  - 3 ori (slopestyle a Sierra Nevada 2017; big air a Park City 2019; big air a Bakuriani 2023)

### Coppa del Mondo
- Vincitrice della Coppa del Mondo generale di freestyle nel 2021
- Vincitrice della Coppa del Mondo di slopestyle nel 2021 e nel 2025
- Vincitrice della Coppa del Mondo di big air nel 2022 e nel 2023
- 25 podi:
  - 17 vittorie
  - 7 secondi posti
  - 1 terzo posto

#### Coppa del Mondo - vittorie
| Data             | Luogo           | Paese       | Disciplina |
| ---------------- | --------------- | ----------- | ---------- |
| 14 gennaio 2017  | Font-Romeu      | Francia     | SS         |
| 23 dicembre 2017 | Font-Romeu      | Francia     | SS         |
| 3 marzo 2018     | Silvaplana      | Svizzera    | SS         |
| 11 gennaio 2020  | Font-Romeu      | Francia     | SS         |
| 21 novembre 2020 | Stubai          | Austria     | SS         |
| 20 marzo 2021    | Aspen           | Stati Uniti | SS         |
| 27 marzo 2021    | Silvaplana      | Svizzera    | SS         |
| 22 ottobre 2021  | Coira           | Svizzera    | BA         |
| 17 gennaio 2022  | Font-Romeu      | Francia     | SS         |
| 21 ottobre 2022  | Coira           | Svizzera    | BA         |
| 25 marzo 2023    | Silvaplana      | Svizzera    | SS         |
| 16 dicembre 2023 | Copper Mountain | Stati Uniti | BA         |
| 16 marzo 2024    | Tignes          | Francia     | SS         |
| 24 marzo 2024    | Silvaplana      | Svizzera    | SS         |
| 23 novembre 2024 | Stubai          | Austria     | SS         |
| 1º dicembre 2024 | Pechino         | Cina        | BA         |
| 1º febbraio 2025 | Aspen           | Stati Uniti | SS         |

Legenda:

SS = Slopestyle

BA = Big air